# Alternativa (tauromaquia)

La alternativa, en tauromaquia, es el acto por el que se autoriza a un novillero para que se le considere como matador de toros, de forma que pueda alternar en las corridas de toros con los demás toreros de igual categoría, tanto en el toreo a pie como a caballo.  La alternativa también la tomaban, aunque en desuso, los picadores y banderilleros en igual forma que el resto de toreros. Así se recoge en diferentes publicaciones. Se considera por tanto matador de toros a aquel novillero que logra que le sea concedida la alternativa.
«Antonio Ruíz «El sombrerero» (…) Aprendió con Curro Guillén, que le concedió la Alternativa en 1808.»
«Buena manera de tomar la alternativa tienen los banderilleros del «Gallo» 

«El picador que tomaba la alternativa empezó el oficio sufriendo una cornada suelta y ganándose un tumbo»
Desde el punto de visto de la antropología puede considerarse que tomar la alternativa se trata de un rito de paso o de tránsito que hace alusión a la finalización de una etapa de formación del novillero para iniciar otra en la que se convierte en matador de toros profesional, este cambio se hace efectivo con el ritual o ceremonia de la alternativa, el intercambio de trastos de torear y en el simbolismo de la presentación del torero en sociedad, en la que se viste de luces cambiando el traje con el bordado en plata por el bordado en oro que lucen únicamente los matadores de toros. El rito vuelve a verificarse cuando el torero pone final a su etapa profesional y se retira como matador de toros en el acto o ritual de paso de cortarse la coleta.

## Definición de la RAE
El término alternativa es acuñado por la Real academia, en la octava voz que en tauromaquia define la ceremonia por la cual un espada de cartel autoriza a un matador principiante para que pueda matar alternando con los demás espadas. El acto de la alternativa, se reduce a entregar el primero, al segundo, durante la lidia, la muleta y el estoque para que ejecute la suerte en vez de él. Alternativa es un nombre de género femenino. La forma de uso que recoge la Real Academia sería: «Dar la alternativa» y también «Tomar la alternativa».  

## Historia
No hay un registro escrito que permita acreditar y concretar cuando se establece la toma de la alternativa como condición para ser matador de toros. El primer registro escrito lo recoge Sánchez Neira en su obra El toreo: gran diccionario tauromáquico, de 1879, en la que indica el siglo XIX como la época en la que los lidiadores empiezan a tomar la alternativa. El primer nombre que se menciona es el del torero Antonio de los Santos que toma la alternativa en 1801, sin mencionar alternativas anteriores.

## Ceremonia
La alternativa es un requisito indispensable para poder lidiar toros de más de cuatro años de edad cumplida en público, es un paso obligatorio para los toreros que quieran alcanzar el grado superior dentro de su profesión. El mismo proceso se sigue para las alternativas de toreros a pie como para los rejoneadores.
La ceremonia se celebra durante una corrida de toros en el ruedo de la plaza e intervienen los tres toreros anunciados en el cartel correspondiente a la lidia en curso. El novillero aspirante o toricantano recibe la alternativa del diestro más antiguo de los actuantes, que hace de padrino. Este, tras ser picado y banderilleado el primer toro, cede la muerte del mismo al aspirante. El segundo diestro que forma la terna actúa como testigo. El acto se realiza siguiendo un rito de cesión de trastos —muleta y estoque— por parte del padrino al toricantano  —aspirante a matador—  o ahijado.
La ceremonia de alternativa varía el orden en el que se lidian los toros: actúa en primer lugar el toricantano, en segundo lugar lidia el padrino, es decir el matador más antiguo de los tres;  por último el segundo matador en antigüedad, el testigo, lidia al tercero de los toros.  El cuarto, quinto y sexto toro se lidian en el orden normal siguiendo la antigüedad de los tres participantes. Una vez que ha finalizado la ceremonia el aspirante se puede considerar doctorado y podrá actuar como matador de toros en las siguientes corridas de toros. En el caso de resultar herido el torero, sin que pueda el  continuar con la lidia, antes de realizar la ceremonia de la alternativa, esta no se considerará tomada; pero en el caso de poder continuar con la lidia o de sufrir el percance después de realizada la ceremonia, aunque no ejecute la suerte de matar, la alternativa se considerará válida.
La fecha en la que se fue tomada la alternativa es la que indica la antigüedad que tiene un matador de toros, y sirve para decidir cual es el orden en la que lidiarán los diestros en una corrida, apareciendo de igual forma en los carteles anunciantes de los festejos, en primer lugar el más antiguo, seguido del segundo en antigüedad y por último el más reciente tenga la alternativa.

### Cesión de trastos
Durante la ceremonia de la alternativa, el espada más antiguo, actúa como «padrino», se coloca frente a su «ahijado», el toricantano —aspirante— , con el segundo espada actuando de testigo, un poco más alejado. El toricantano destocado —con la montera quitada— recibe la muleta plegada y el estoque de manos del padrino al tiempo que el aspirante coloca el capote de brega sobre el brazo izquierdo del «padrino». Durante el acto de cesión de trastos —se denominan trastos a los instrumentos  o útiles de matar, muleta y estoque— el diestro que apadrina le dedica unas palabras dándole la bienvenida y deseándole suerte al nuevo matador finalizando con un abrazo entre ambos. El torero que actúa como testigo felicita a ambos. Una vez realizada la cesión de trastos, el nuevo matador lidia al primer toro de la corrida.

### Devolución de los trastos
Una vez que ha finalizado la lidia del primer toro de la corrida y antes de iniciarse la lidia del segundo, se realiza la devolución de los trastos, el nuevo espada deberá entregar la muleta y el estoque cedidos a su «padrino» en un rito similar al de cesión realizado momentos antes.

## Dónde se toma la alternativa
Las plazas donde se otorgaba la alternativa han variado a lo largo del tiempo, Sánchez Neira recoge en su obra El toreo: gran diccionario tauromáquico de  1879, que la única plaza que podía otorgar la antigüedad en el siglo XIX era la de Madrid. En 1967, Silva Aramburu, en su obra Enciclopedia taurina indica que la alternativa válida solo se podía otorgar en las plazas de primera categoría de España y en la plaza Monumental de Ciudad de México, considerando alternativas no válidas aquellas que fuesen otorgadas en otras plazas o en el extranjero. Estas plazas de primera categoría fueron las de Madrid, Sevilla, Ronda, Granada, Valencia y Zaragoza; este criterio no contó con los apoyos históricos ni con el fundamento necesario para permanecer en el tiempo.
En tiempos modernos la alternativa puede tomarse en cualquier plaza de toros del mundo, sin embargo el Reglamento Taurino español mantiene en el artículo 4º que esta debe confirmarse la alternativa en la plaza de toros de la plaza de toros de Las Ventas en Madrid. En Reglamento Taurino en México establece así mismo que todos los matadores de toros, con independencia de su nacionalidad, la primera vez que actúen en una plaza de toros de primera categoría en México, deberán confirmar la misma en la Plaza de toros Monumental de México o en la que se considere de mayor aforo.

## Alternativas inusitadas
- 11 de julio de 1897, el torero Antonio de Dios «Conejito» no accedió a que Enrique Vargas González «Minuto», con el que compartía cartel, le hiciera una nueva cesión de trastos para concederle la alternativa. El torero alegó que ya habían alternado ambos en diferentes corridas de toros. Esta negativa provocó una fuerte discusión entre los aficionados que asistían al festejo y debates entre políticos, periodistas y conocidos del mundo del toro que no lograron llegar a ningún acuerdo, por lo que el asunto quedó sin resolverse y siguió siendo válida la alternativa otorgada por matadores acreditados como tales.[19]
- Rafael González Madrid «Machaquito» y Rafael Molina Martínez «Lagartijo Chico» tomaron juntos la alternativa. La decisión sobre quien de los dos toreros actuaría en primer lugar a partir de entonces se realizó mediante un sorteo. Después acordaron que Mazzantini sería quien otorgase la alternativa al que iba a figurar como más antiguó de los dos «Lagartijo Chico», mientras que «Bombita» le otorgó la alternativa a «Machaquito» siendo por tanto a partir de entonces «Lagartijo Chico» quien figuraría como el más antiguo  toreros de los dos.[19]
- En 1895, entre Nicanor Villa «Villita» y Francisco Piñero «Gavira» surgieron desavenencias a causa de la antigüedad de la alternativa. Se levantó acta con el malestar de «Gavira» por aparecer en segundo lugar en los carteles cuando era quien tenía la alternativa más antigua. El asunto fue llevado hasta el Gobierno Civil Provincial donde la autoridad decidió que el orden de lidia fuese el que aparecía en los carteles. Ante esta decisión, los dos matadores acordaron, mediante acta firmada, cancelar el festejo hasta que la Junta de Matadores de Cartel tomasen una decisión al respecto. El acta fue firmada por los diestros, tres testigos y la empresa de la plaza.[19]
- 1946, Juanita Cruz toma la alternativa en Fresnillo (México) a causa de la prohibición que impedía torear a las mujeres en España hasta 1974. Esta alternativa ha sido cuestionada históricamente por no permitírsele torear en España.[20][21][22]
- 6 de octubre de 2018, el Ministerio de Cultura anula de forma cautelar el permiso para tomar la alternativa del novillero Jesús Gómez Hoyos «El Roque» por irregularidades en el número de novilladas requeridas para tomar la alternativa según el Reglamento Taurino.[23]

## Legislación
La toma de la alternativa está regulada por diferentes leyes recogidas en: el Real Decreto 176/1992, de 28 de febrero por el que se aprueba el Reglamento de Espectáculos Taurinos; el Real Decreto 145/1996, de 2 de febrero en el que se recoge el Reglamento de Espectáculos Taurinos. En el Título II, Artículo 4 indica el procedimiento y los requisitos mínimos que debe acreditar el aspirante a matador de toros, así como la obligación de estar inscrito en el Registro General de Profesionales Taurinos. La confirmación de la alternativa se efectuará en la plaza de toros de Las Ventas en Madrid cuando el nuevo matador actúe por primera vez en esta plaza. El artículo 7 regula el procedimiento a seguir por los rejoneadores matadores de toros.